# Caja de insectos

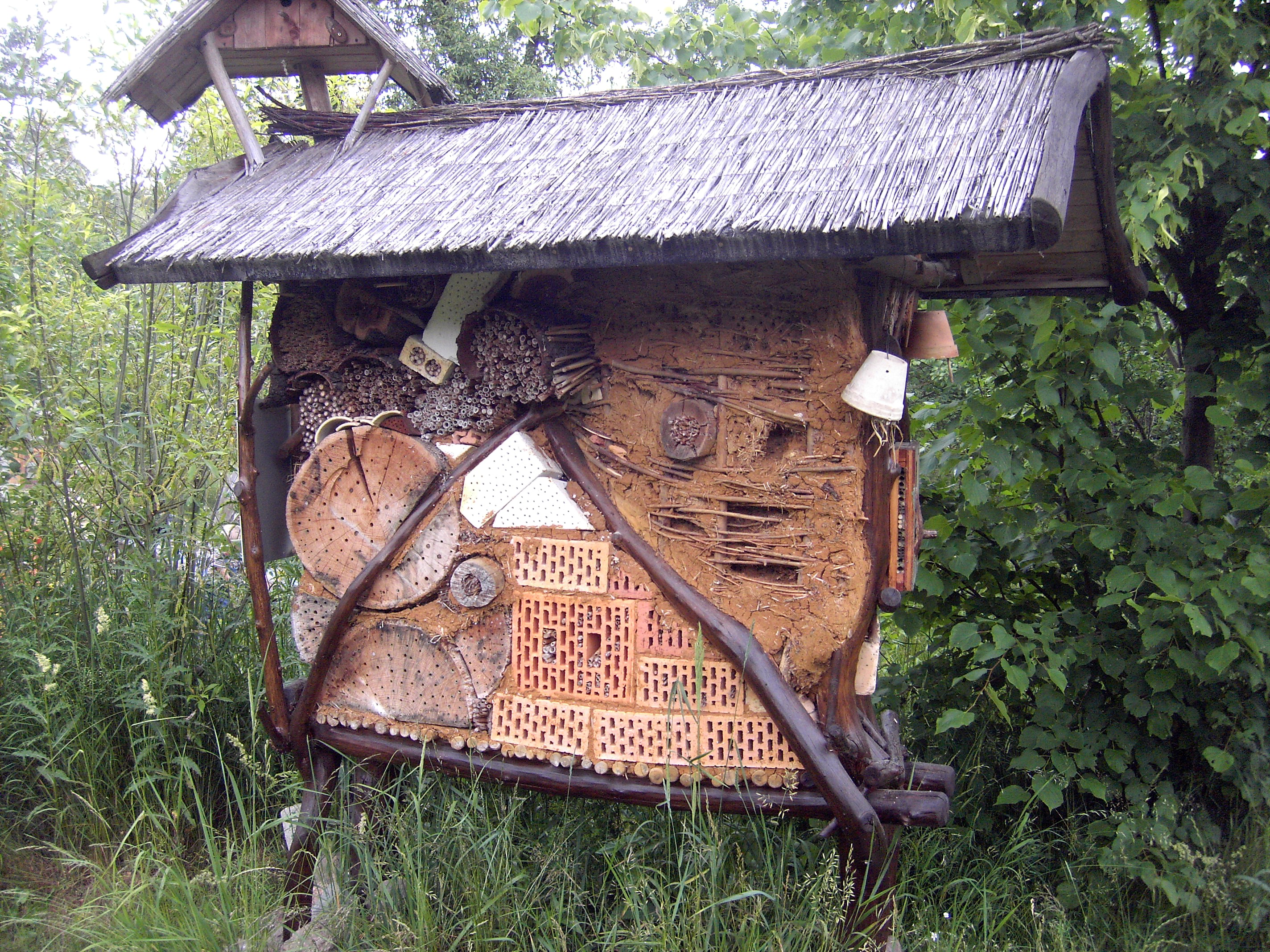
Caja de Insectos con diversos materiales y compartimentos.

Una caja de insectos, también llamada hotel de insectos o asilo de insectos, es un soporte habitáculo y lugar de hibernación para insectos creado artificialmente. Encuentra durante la década de 1990 y años sucesivos cada vez más apoyo para su implantación, particularmente por los jardineros naturalistas y en las escuelas de biología. Se usa como medida preventiva práctica y de coste económico reducido para ayudar a la conservación de numerosas especies de insectos actualmente en peligro de extinción, afectados por las prácticas agrícolas imperantes y la falta de árboles viejos en los bosques de Europa. Este hecho también tiene un papel muy importante en el marco de la Permacultura. 

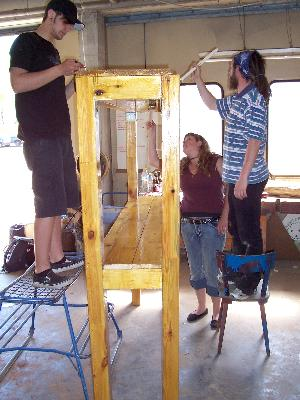
Construyendo una Caja de Insectos.

Las primeras cajas de las abejas se convirtieron ya en la Inglaterra en siglo XIX en algo habitual de los jardines particulares. En aquel momento servían a un propósito predominante de observación, pero pueden considerarse como precursoras de los actuales hoteles de insectos.
Hay hoteles de insectos de diversos tamaños y con diversos equipamientos. Sobre todo se alinean en altura según el criterio del jardinero para dar alojamiento a diversos insectos útiles. La variedad de las formas va desde pequeñas estructuras simples a grandes estructuras con apariencia de edificios, generalmente con alerones para resguardar de la lluvia y estructuras prefabricadas, que se ofrecen a la venta por fabricantes especializados, que también suministran habitáculos con soporte y casas de pájaros. Hay grandes hoteles de insectos dispuestos individualmente que los proporcionan las grandes empresas dedicadas a la jardinería ornamental. Hay también los que se acoplan a los árboles o a las paredes de los edificios con forma de ventanas entornadas y a los hoteles de insectos de derechos libres en los montes del estado. 
El término "hotel de los insectos" se desarrolló por su apariencia familiar parecido a las edificaciones modernas, con el empaquetado de los materiales en una estructura alta y plana, y a la protección antes las inclemencias del tiempo con una cubierta de aleros pronunciados.

## Motivaciones y Usos

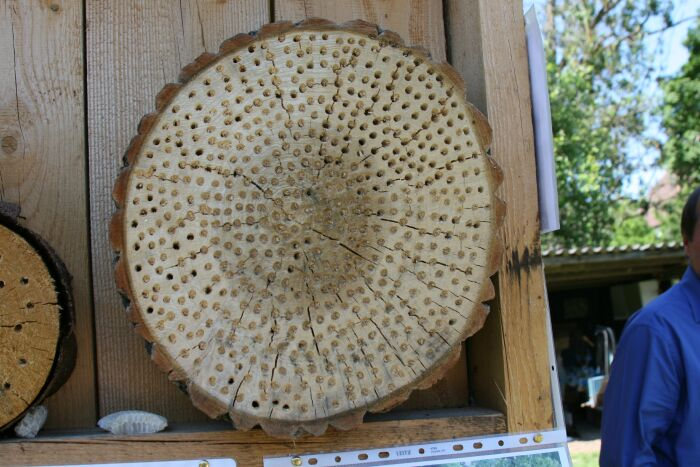
Un corte redondo de tronco con agujeros proporciona el hogar idóneo para las Abejas solitarias salvajes (los agujeros rellenos nos muestran que están ocupados por sus crías).

Debido a las interferencias humanas a gran escala en el paisaje natural entre otras cosas por el empleo intensivo de pesticidas en el campo y la horticultura así como también la tendencia al "paisaje aclarado", queda muy reducido el hábitat natural de muchos insectos quedando como un apoyo muy importante el hábitat artificial, que se les pueda suministrar en los jardines privados como por e.g. en épocas de sequía en la naturaleza abierta o la falta de restos de madera en el bosque de silvicultura. Estos procedimientos tienden a equilibrar el ratio de hábitat y nichos ecológicos en la naturaleza.
No solamente en la libre naturaleza, sino también en los jardines podemos encontrar organismos que nos ayudan en nuestros cultivos, como por ejemplo abejorros, abejas silvestres, avispas de resbalón, avispas del doblez, avispas excavadoras y avispas de las arañas, crisopas o tijeretas a través de la polinización y actuando en el control biológico, para mantener el equilibrio ecológico. Además algunas de las especies que se intenta proteger con los hoteles de los insectos son raras y se encuentran incluidas en la Lista roja (por ejemplo, algunas de las abejas silvestres).
Más allá de las funciones descritas para los hoteles de los insectos, se establecen también con propósitos pedagógicos ilustrativos, dirigidos al gran público en las exhibiciones hortícolas, en parques o en las escuelas, que quieren mostrar la biología de los insectos y los sistemas de protección de la naturaleza de un modo cercano a los niños, a la par que práctico, y descriptivo.

## Materiales utilizados en su construcción

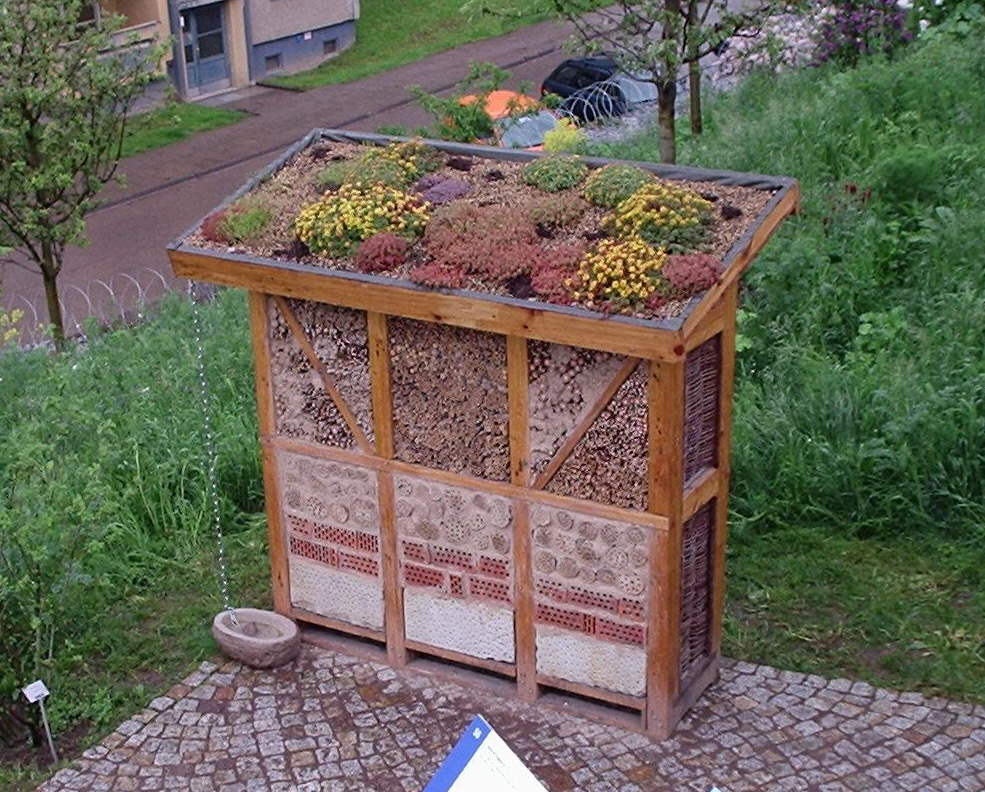
Un "hotel de insectos" en la ciudad de Nordhausen, en la exhibición de jardinería del año 2003.

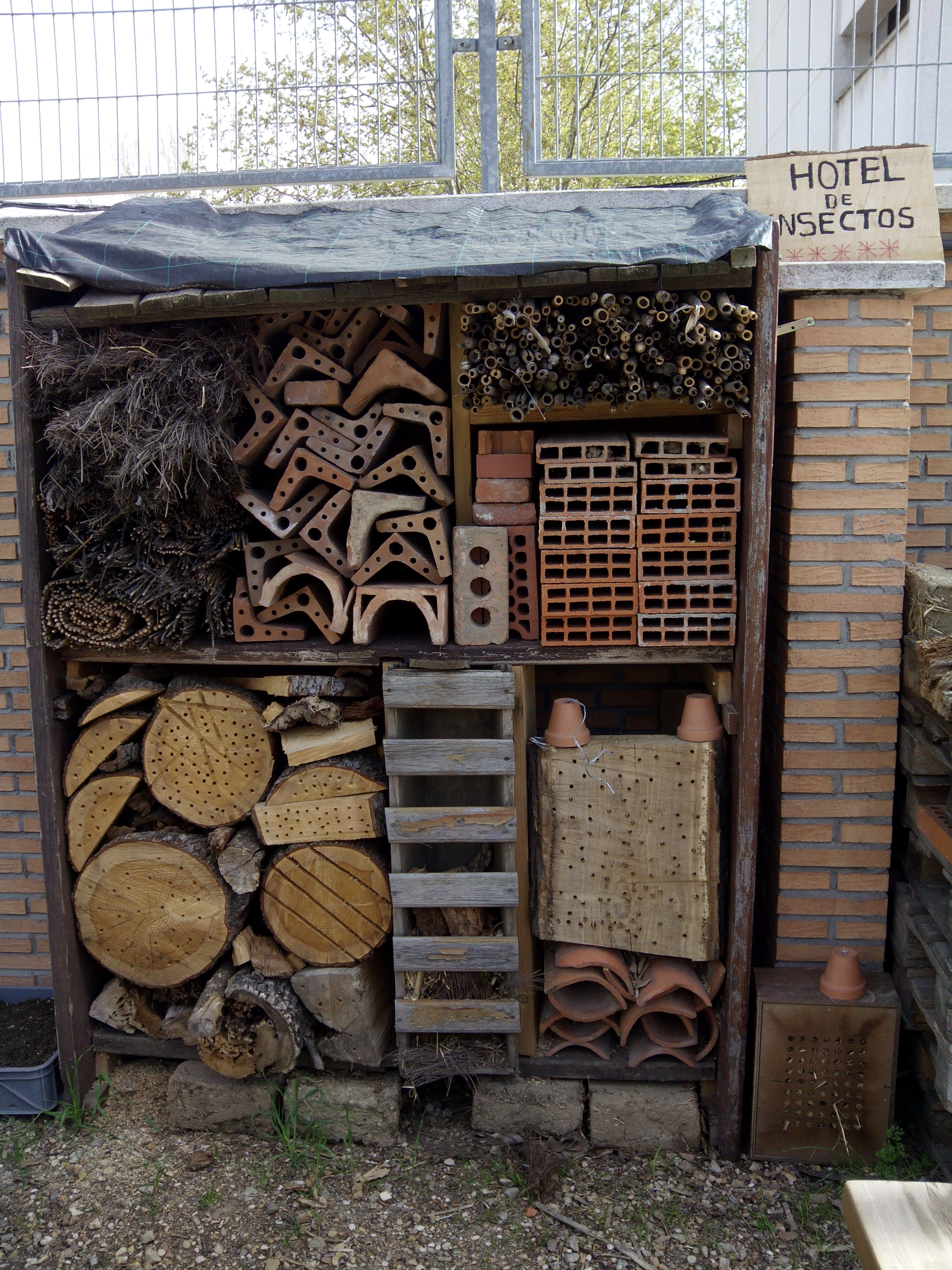
Hotel madera incubadora, Centro de Educación Ambiental de El Retiro, Madrid.

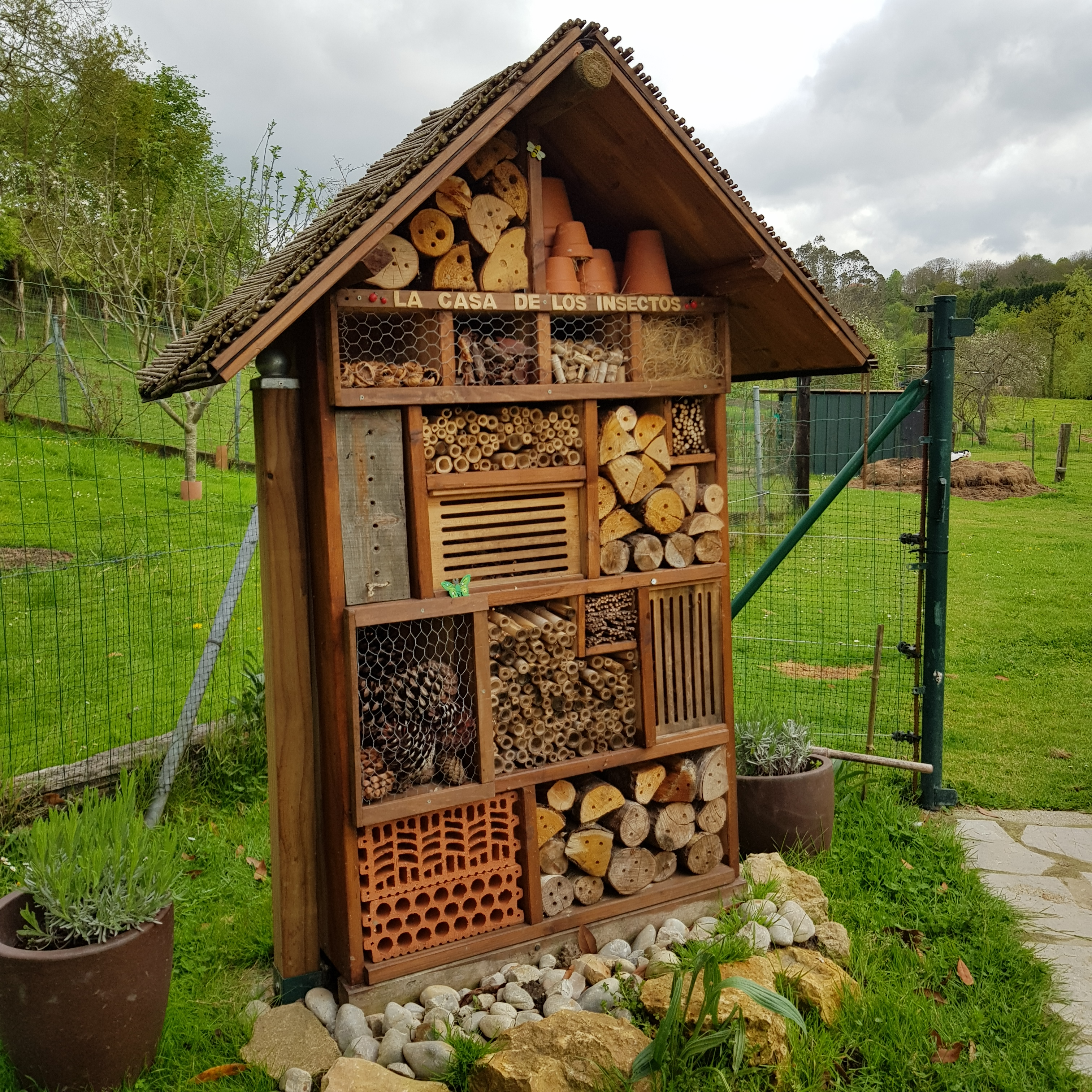
"Hotel de insectos" en la granja La CasaRoja en Siero, Asturias.

Los hoteles de insectos están construidos casi exclusivamente con materiales que nos proporciona la naturaleza, entre otros hacia en las parte de los laterales en su estructura se utiliza madera (cortes en discos de troncos, ramas, virutas), corteza, paja, heno, cañizos, bambús, broza, turba y loam. Además de ladrillos porosos perforados, terracotas (tanto de macetas de barro cocido, así como pipas a veces plásticas) de relleno, metales para los accesorios y posiblemente una pantalla de alambre para el acoplamiento de los materiales y como protección contra los pájaros. En la cubierta impermeabilizantes y cubiertas similares, tan bien a prueba de las inclemencias del tiempo con las maderas usadas en su construcción con esmalte o frecuentemente mezclando placas de madera de distintas tonalidades para darles un toque estético multicolor. Es muy importante tener en cuenta que las celulosas y las maderas utilizadas se encuentren libres de productos químicos. 
La construcción básica más común de los kits preparados para los hoteles de insectos consisten en largos listones de maderas cuadradas, de las cuales el soporte que se consigue tiene forma rectangular, y con listones transversales, que la trama central subdivide en cuadrantes en E. Los soportes se anclan firmemente al suelo y como conclusión superior de la construcción una cubierta en diagonal. Los cuadrantes se rellenan de materiales diversos, que contengan abundantes cavidades. Los espacios abiertos se rellenan con bastones de bambú, vástagos en láminas o similares, también se preparan aberturas más pequeñas, por ejemplo cortes en disco de troncos de madera dura cubierta su superficie de perforaciones (con diámetros generalmente diversos entre 2 a 10 milímetros), las cavidades más grandes a la izquierda, por ejemplo en las cavidades que presentan en o entre los ladrillos. Estos agujeros sirven como tubos de cría. Sus aberturas del vuelo de prueba deben de mantenerse limpias, de modo que los insectos las acepten. Yendo más lejos, generalmente se deja un trozo de madera sin agujerear totalmente, con la parte de atrás entera, para que sea el insecto quien continúe el trabajo. En algunos cuadrantes se utilizan maderas maduras. Los lugares especiales para ciertos grupos de insectos necesitan de una atención especial, por ejemplo se pintan con frecuencia de color rojo, porque este atrae los animales. Si hay boquetes entre las diversas celulosas, estos se rellenan mejor de heno, de paquetes de palillos liados, pequeñas piedras o de loam. Así no debe quedar ningún lugar en los cuadrantes sin relleno, y de paso todos estos elementos individuales se protegen unos a otros, y en el invierno se reduce fuertemente el enfriamiento.

## Emplazamiento
La localización ideal para un hotel de insectos debe ser al mismo tiempo soleada y bien protegida. De tal modo que una parte seguramente se coloca buscando el sol para las crías de los insectos, que presente el necesario calor, y por otra parte esté presente una suficiente protección contra el viento y las precipitaciones de lluvia, de modo que los insectos acepten la comodidad artificial. Un efecto secundario es que los materiales naturales entrelazados se mantengan el máximo de tiempo que sea posible. 
Por otra parte debe de encontrarse en proximidad relativa tanto cuanto sea posible de hierbas, plantas silvestres ricas en floración así como arbustos nativos y árboles, para cubrir los requisitos alimenticios de los insectos. Las sendas de paso de los animales sean las apropiadas y no tengan que rodearlo y al mismo tiempo situado visiblemente, para el bien de los animales que transiten por la zona. El ideal sería pues, una ubicación en proximidad de marga, arena, agua y tierra. 